# Okręty desantowe projektu 770
Okręty desantowe projektu 770 – (w kodzie NATO: Polnocny) polskie średnie okręty desantowe z okresu zimnej wojny. Pierwszy okręt typu wszedł do służby w 1967. Rozwinięciem projektu były wersje projekt 771, projekt 773 i projekt 776. Łącznie zbudowano 108 okrętów wszystkich wersji.

## Historia
W połowie lat 60 XX wieku w Stoczni Północnej w Gdańsku opracowano projekt średnich okrętów desantowych, które otrzymały oznaczenie projekt 770. Prace prowadzono w ścisłej współpracy z Marynarką Wojenną ZSRR, która miała być głównym odbiorcą produkowanych jednostek. Głównym zadaniem nowych okrętów miał być udział w ataku na wybrzeża państw Europy Zachodniej, gdzie miały dostarczać na brzeg głównie pojazdy opancerzone. Oprócz ZSRR głównymi odbiorcami okrętów były Polska (23 jednostki), a także marynarki wojenne państw sojuszniczych wobec ZSRR w Azji i Afryce. Ostatnie okręty serii powstawały w Stoczni Marynarki Wojennej w Gdyni. Stocznia ta w 2002 zbudowała dla Jemenu jednostkę typu NS-722, będącą najnowszą wersją budowanych wcześniej okrętów.

## Wersje
- Projekt 770 – Polnocny-A (kod NATO) – zbudowano 46 jednostek, wyporność 800 ton, długość 73 m, prędkość 19 węzłów
- Projekt 771 – Polnocny-B – zbudowano 36 jednostek, wyporność 830 ton, długość 73 m, prędkość 18 węzłów
- Projekt 773 – Polnocny-C – zbudowano 24 jednostki, wyporność 1150 t, długość 81,3, prędkość 18 węzłów
  - Projekt 773I – wersja eksportowa dla Indii, zbudowano 4 jednostki w latach 1974–1976[1]
  - Projekt 773K – wersja eksportowa dla Iraku, zbudowano 4 jednostki w latach 1976–1979[1]
  - Projekt 773KL – wersja eksportowa dla Libii, zbudowano 4 jednostki w latach 1977–1979[1]
  - Projekt 773IM – wersja eksportowa dla Indii, zbudowano 4 jednostki w latach 1984–1986 („Cheetah”, „Mahish”, „Guldar”, „Kumbhir”)[2]
- Projekt 776 – Modified Polnocny-C – zbudowano jeden okręt, okręt dowodzenia(inne języki) desantem, wyporność 1253, długość 81,3, prędkość 18
- Projekt 773U – Polnocny-D – zbudowano 4 jednostki, wyporność 1233 t, długość 81,3 m, prędkość 16 węzłów, lądowisko dla śmigłowca
- NS-722 – w 2002 zbudowano jeden okręt dla Jemenu, wyporność 1410 t, długość 88,7 m, prędkość 17 węzłów, lądowisko dla śmigłowca[3]

## Służba w Polskiej Marynarce Wojennej
Pod polską banderę trafiły ogółem w latach 1964–1971 22 okręty desantowe: 9 projektu 770D (OORP "Oka", "Bug", "Narew", "San", "Wisła", "Pilica", "Bzura", "Warta", "Noteć"), 2 proj. 770MA (OORP "Odra", "Nysa"), 6 proj. 771 (OORP "Lenino", "Brda", "Studzianki", "Siekierki", "Budziszyn", "Polichno"), 5 proj. 771A (OORP "Janów", "Rąblów", "Narwik", "Głogów", "Cedynia"). W 1973 zbudowano ponadto i wcielono  do Marynarki Wojennej okręt dowodzenia desantem ORP „Grunwald”, projekt 776 (na bazie projektu 773; mógł on przewozić jeden transporter opancerzony). Okręty proj. 770D nosiły numery burtowe od 891 do 899, 770MA 888–889, 771 801–805 (wyjątek: ORP Brda, numer 890), 771A 806–810, a okręt proj. 776 miał numer 811. Mimo liczebności, flota okrętów proj. 770/771 miała umiarkowany potencjał bojowy, gdyż okręty te mogły przewozić 5 (maksymalnie 6 w projekcie 771) czołgów podstawowych klasy T-54, przybijając do brzegu, co stwarzało zagrożenie zniszczenia nieruchomego okrętu. Szerzej stosowanym wariantem był wyładunek pojazdów amfibijnych (czołgów pływających PT-76, transporterów opancerzonych TOPAS lub transporterów pływających K-61 lub PTS-M) w wodzie w pobliżu brzegu. Wiązało się to również z ryzykiem, a ponadto czołgi PT-76 były słabo uzbrojone i opancerzone (ówczesne tendencje światowe polegały na budowaniu większych okrętów desantowych-doków, z których transport czołgów podstawowych na brzeg odbywał się za pomocą mniejszych barek).
W czerwcu 1975 roku 17 okrętów proj. 770D, 771 i 771A uczestniczyło w ćwiczeniach o kryptonimie Posejdon-75. W dniach 4–26 maja 1983 roku siedem okrętów proj. 770D i dziewięć jednostek proj. 771 i 771A wzięło udział w wielkich ćwiczeniach sił Marynarki Wojennej o kryptonimie Reda-83.

## Użytkownicy
- Algieria – 3
- Angola
- Azerbejdżan – 4
- MW Bułgarii
- Egipska Marynarka Wojenna – 3
- Indyjska Marynarka Wojenna – 10
- Jemen – 1
- Libia – 3
- MW Rosji – 6
- Syria
- Marynarka Wojenna Ukrainy – 1 Jurij Ołefirenko (Projekt 773)
- Marynarka Wojenna Wietnamu – 3

Byli użytkownicy
- Etiopia
- Irak
- Kuba
- Marynarka Wojenna – 23
- Somalia
- Marynarka Wojenna ZSRR – 67